# Giles Corey
Giles Corey, död 1692, var en av de åtalade i den berömda häxprocessen i Salem. 
Häxprocessen i Salem utbröt sedan ett antal flickor, Betty Parris, Abigail Williams, Ann Putnam, Mercy Lewis, Mary Walcott, och Elizabeth Hubbard hade plågats av anfall, och sedan anklagade ett antal personer för att ha förtrollat dem.  
Hans hustru Martha Corey greps före honom. Han ska till att börja med ha trott på anklagelserna mot henne. En tid efter hennes arrestering blev han själv, samtidigt som Mary Warren, Abigail Hobbs, och Bridget Bishop, gripen för samma anklagelse. 
På grund av sin vägran att varken erkänna sig skyldig eller förklara sig oskyldig, vilket innebar att han inte kunde ställas inför rätta, underkastades han den så kallade pressmetoden, då han lades under brädor ovanpå vilken stenar staplades. Syftet var att tvinga honom att antingen svara på anklagelsen, så att han kunde ställas inför rätta, eller i annat fall dö. Han vägrade fortsatt att besvara anklagelserna under tortyren, och avled medan den pågick.